# Tim Lucca Krüger
Tim Lucca Krüger (* 14. April 1998 in Kassel) ist ein deutscher Eishockeyspieler, der seit 2022 bei den Starbulls Rosenheim in der Oberliga unter Vertrag steht.

## Werdegang
Der Stürmer Tim Lucca Krüger begann seine Karriere in der Nachwuchsabteilung der Eishockey Jugend Kassel und spielte von 2014 bis 2018 in der DNL2. In der Saison 2016/17 war Krüger mit 35 Toren und 42 Assists Topscorer der Liga. Ebenfalls in der Saison 2016/17 gab Tim Lucca Krüger sein Profidebüt bei den Kassel Huskies in der DEL2. Um mehr Spielpraxis zu erhalten, wurde Krüger während der Saison an den Oberligisten Hannover Scorpions und den Regionalligisten EC Lauterbach ausgeliehen.
Von 2017 bis 2019 kam Krüger neben Einsätzen bei den Kassel Huskies für den Oberligisten Harzer Falken  zum Einsatz. In der Saison 2017/18 waren die Falker zwar sportlicher Absteiger, verblieben aber wegen des Rückzugs des EHC Timmendorfer Strand 06 in der Oberliga. In der Saison 2019/20 spielte Tim Lucca Krüger für den Oberligisten Füchse Duisburg. Als sich die Füchse am Saisonende in die Regionalliga zurückzogen, wechselte Krüger kurz vor Beginn der Saison 2020/21 zum Aufsteiger Herforder EV. Zudem erhielt er eine Förderlizenz für die Kassel Huskies und kam 13 DEL2-Spielen zum Einsatz. Für die Saison 2021/22 erhielt er einen festen Vertrag bei den Huskies.

## Privates
Aktuell studiert er an der IST-Hochschule für Management den Bachelor-Studiengang „Sportbusiness Management“.